# Julius Wahle

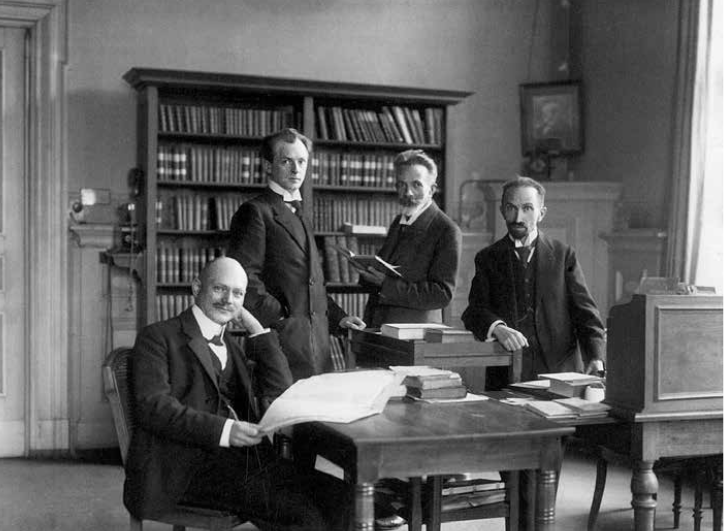
Vier Weimarer Germanisten: Max Hecker, Hans Wahl, Hans Gerhard Gräf und Julius Wahle (um 1918). Foto von Louis Held.

Julius Wahle (* 15. Februar 1861 in Wien; † 7. November 1940 in Dresden) war ein österreichisch-deutscher Literaturwissenschaftler, der unter anderem als Herausgeber der Briefe Johann Wolfgang von Goethes bekannt wurde.

## Leben

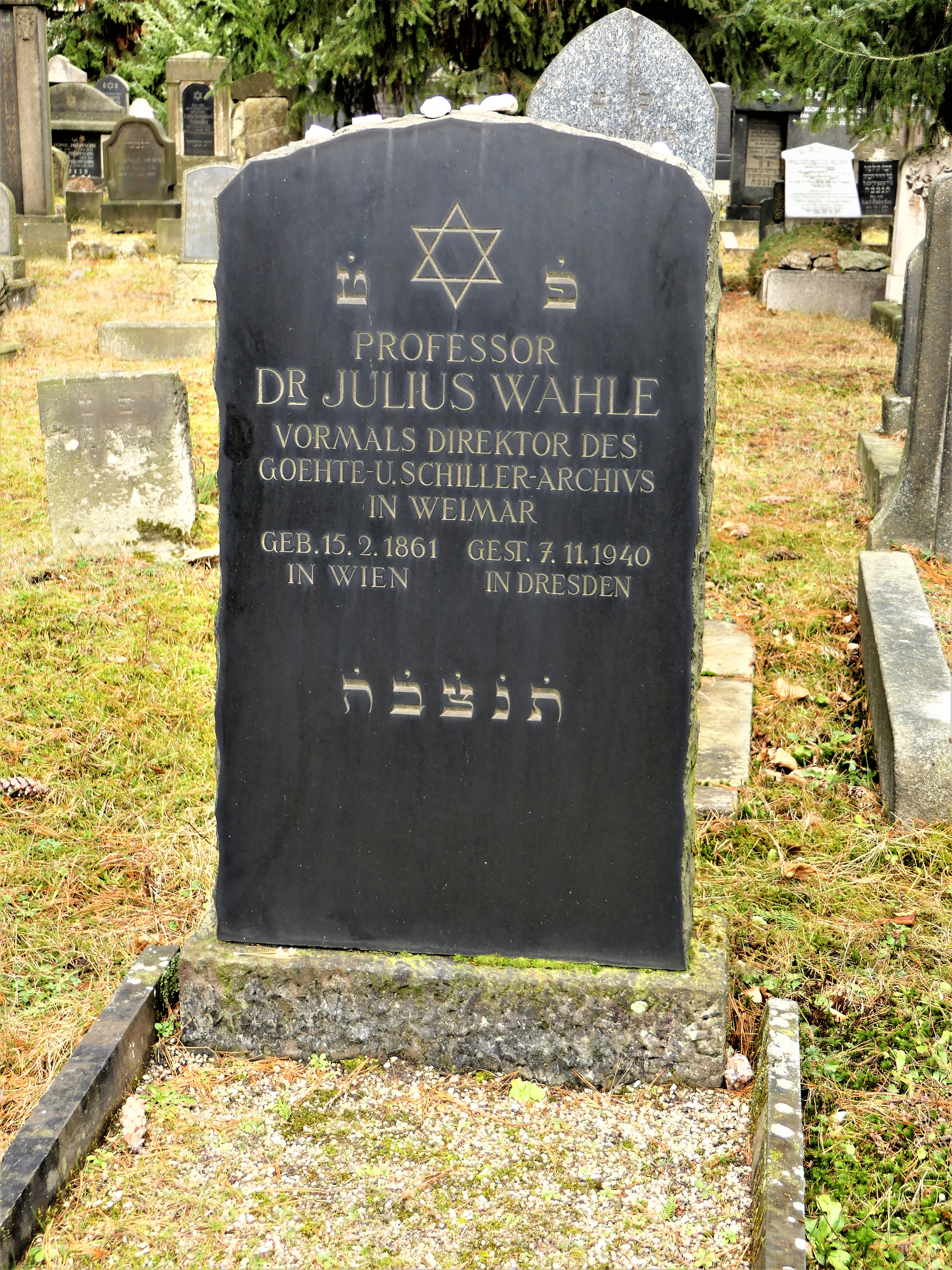
Grab von Dr. Julius Wahle auf dem Neuen Jüdischen Friedhof in Dresden

Wahle hatte bei Erich Schmidt studiert, 1885 promoviert und war ab 1886 als Archivar am Goethe- und Schiller-Archiv in Weimar tätig, dessen Leitung er 1921 übernahm. Er war u. a. mit Max Hecker Mitarbeiter an der Weimarer Ausgabe von Goethes Werken. 1933 wurde er als Jude zum Austritt aus der Goethe-Gesellschaft gezwungen. Wahle starb 1940 in Dresden. Sein Grab befindet sich auf dem dortigen Neuen Jüdischen Friedhof.

## Werke
Wahles erste Publikation zu Goethe erschien 1892 als Veröffentlichung der Goethe-Gesellschaft Weimar: Das Weimarer Hoftheater unter Goethes Leitung. Aus neuen Quellen  bearbeitet von Julius Wahle. 1896 erschien Wahles Biographie über den Buchhändler und Antiquar Bernhard Friedrich Voigt (1787–1859). 1908 veröffentlichte Wahle mit Bernhard Suphan Aus Goethes Archiv: Die erste Weimarer Gedichtsammlung in Facsimile-Wiedergabe. 1924 gab Wahle mit Victor Klemperer Vom Geiste neuer Literaturforschung – Festschrift für Oskar Walzel heraus.
Weiterhin erschienen:
- Gedichte Goethes an Frau v. Stein. In Faksimilenachbildg herausgegeben und mit einem Nachwort versehen von Julius Wahle. Weimar 1924.[5]
- Vimariensia für Max Hecker. Überreicht zum 60. Geburtstag. Mit einem Vorwort von Julius Wahle. Weimar 1930.[6]

sowie
- Funde und Forschungen. Eine Festgabe für Julius Wahle zum 15. Februar 1921 / Dargebracht von Werner Deetjen …, Insel Verlag, Leipzig 1921.[7]

## Auszeichnungen
Wahle wurde 1908 Professor. Am 30. Dezember 1910 wurde Julius Wahle als erste Person überhaupt mit der höchsten Auszeichnung der Goethe-Gesellschaft Weimar, der Goldenen Goethe-Medaille, geehrt. Zu Wahles 60. Geburtstag veröffentlichten seine Kollegen um Werner Deetjen ihm zu Ehren die Festschrift Funde und Forschungen.